# Basilika St. James

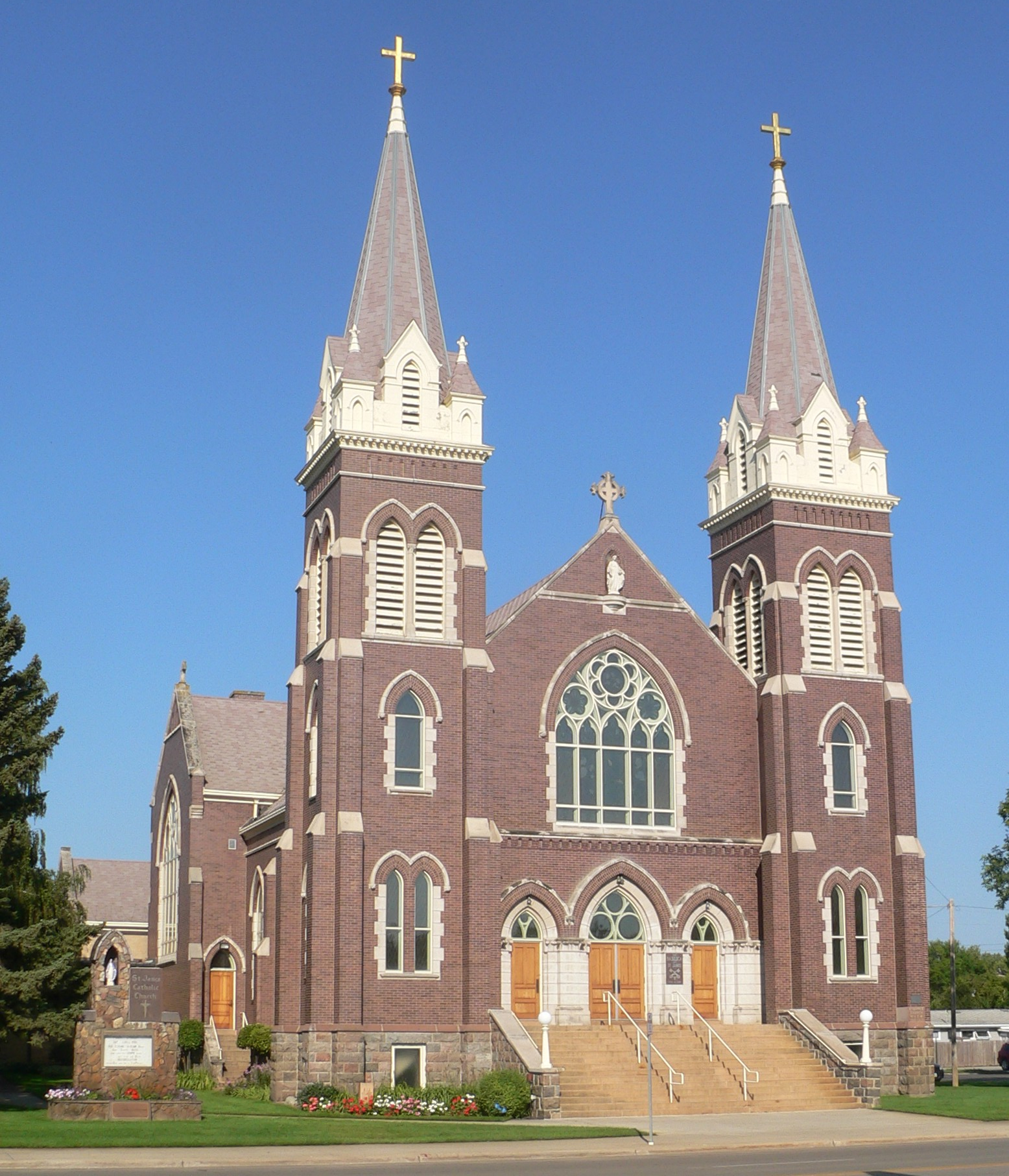
Basilika St. James

Die Basilika St. James ist eine römisch-katholische Kirche in Jamestown, North Dakota, Vereinigte Staaten. Die Pfarrkirche des Bistums Fargo ist dem Apostel Jakobus dem Älteren gewidmet und hat den Rang einer Basilica minor. Die neugotische Kirche vom Anfang des 20. Jahrhunderts wurde im National Register of Historic Places aufgenommen.

## Geschichte

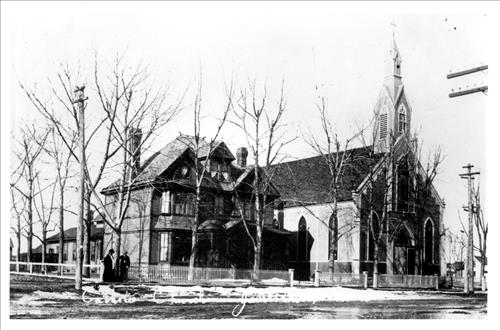
Die Kirche von 1882 und das alte Pfarrhaus. In den 1890er Jahren diente die Kirche als Kathedrale.

Katholiken ließen sich bereits 1872 in Jamestown nieder, und die erste Messe wurde am 10. Januar 1879 in der Stadt gefeiert. Da die Gemeinde drei Jahre lang kein eigenes Gebäude besaß, traf sie sich in Hotels, Schulgebäuden und Versammlungsräumen. Da sie auch keinen eigenen Pfarrer hatten, wurden sie von Gastgeistlichen betreut. Pater Flannigan wurde 1882 der erste Pfarrer der Gemeinde. Er brachte 6.000 Dollar auf, um eine 86 × 60 Fuß (26 × 18 m) große Rahmenkirche und ein kleines Pfarrhaus nebenan zu bauen. Sie wurden im Juni 1882 fertiggestellt. Anton Klaus, ein prominenter Bürger von Jamestown, stiftete den Block, auf dem die Gebäude errichtet wurden. Die Kirche wurde am 13. Mai 1883 von Bischof Martin Marty OSB geweiht.
Am 10. November 1889 errichtete Papst Leo XIII. die Diözese Jamestown, und St. James wurde die Kathedralkirche der neuen Diözese. Bischof John Shanley wurde als Bischof eingesetzt. Er gründete die St. John’s Academy, baute eine Sakristei an die Kathedrale an, renovierte das Pfarrhaus und berief 1891 den ersten Katholikenkongress der Dakotas ein. Bei letzterem handelte es sich um ein jährliches Treffen zur Unterstützung der amerikanischen Ureinwohner in North Dakota. Shanley fand es schwierig, die Diözese von Jamestown aus zu leiten, und zog 1891 nach Fargo. Dort ließ er die St. Mary Kathedrale errichten, und am 6. April 1897 wurde der Bischofssitz nach Fargo verlegt.
Zu Beginn des 20. Jahrhunderts wurde deutlich, dass eine neue Kirche benötigt wurde. Unter der Leitung von Pfarrer Edward J. Geraghty und Michael Murphy, einem ortsansässigen Bankier und Bauunternehmer, der das Baukomitee leitete, entwarfen die Gebrüder Hancock aus Fargo eine neue Kirche im Stil der Neogotik. Jeff Shelde aus Litchfield, Minnesota, wurde als Bauunternehmer ausgewählt. Der erste Spatenstich erfolgte 1910 und der Bau der Kirche dauerte vier Jahre. Bischof James O’Reilly weihte sie am 29. November 1914.
Ein großes Bauprogramm fand von 1956 bis 1958 statt. Das Architekturbüro Hills, Gilbertson und Hayes aus Minneapolis entwarf ein neues und größeres Pfarrhaus. Das Untergeschoss der Kirche wurde in einen Gemeindesaal umgewandelt und das Innere des Gottesdienstraums wurde modernisiert. Die Renovierung umfasste einen neuen Anstrich und eine Vereinfachung der Altarausstattung.
Am 26. Oktober 1988 erhob Papst Johannes Paul II. die St. James Church in den Rang einer Basilika minor. Bischof James Stephen Sullivan leitete die Weiheliturgie am 23. Juli 1989. Der Apostolische Brief, mit dem St. James in den Rang einer Basilica minor erhoben wurde, befindet sich in der Nähe des südwestlichen Eingangs zum Kirchengebäude.

## Architektur

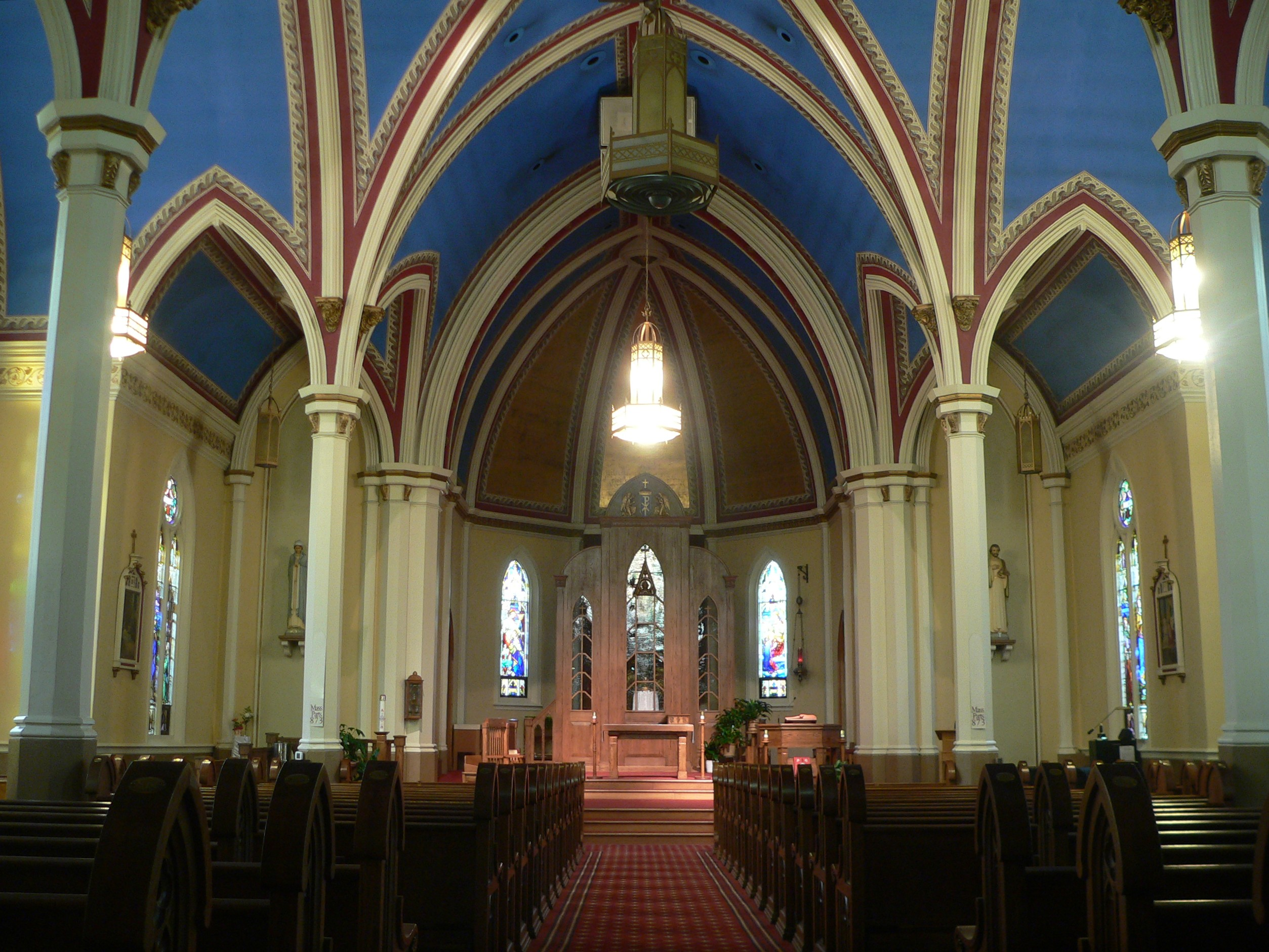
Innenraum mit hoher, von Säulen getragener Gewölbedecke

Die Basilika ist ein kreuzförmiger Bau mit den Maßen 43 × 15 m und 21 m am Querschiff. Das Gebäude selbst ist 13 m hoch, und die Zwillingstürme, die die Hauptfassade flankieren, sind 38 m hoch. Das Fundament besteht aus verblendetem, geschliffenem Granit, über das eine 10 m breite Treppe zu den drei Portalen führt. Die Außenwände sind mit Hebron-Ziegeln gemauert und mit Bedford-Stein abgesetzt. An den quadratischen Türmen sind hölzerne Gesimse in Form von Akanthusblättern angebracht. Die Turmspitzen sind mit 23-karätigen Blattgoldkreuzen versehen. Die Kirche bietet 650 Sitzplätze, weitere 100 finden auf der Chorempore Platz. Die Buntglasfenster, die Szenen aus dem Leben Christi darstellen, wurden 1918 von der Pittsburgh Plate Glass Company eingesetzt.